# Каратал (Маканчинський район)
Карата́л (каз. Қаратал) — село у складі Маканчинського району Абайської області Казахстану. Адміністративний центр Каратальського сільського округу.
Населення — 834 особи (2021; 957 у 2009, 1412 у 1999, 2492 у 1989).
Національний склад станом на 1989 рік:
- казахи — 100 %